# Jaltomata chihuahuensis
Jaltomata chihuahuensis là loài thực vật có hoa trong họ Cà. Loài này được (Bitter) Mione & Bye mô tả khoa học đầu tiên năm 1996.